# Jimmy Chamorro
William Jimmy Chamorro Cruz (Palmira, Valle del Cauca; 7 de diciembre de 1963) es un geofísico, pastor protestante y político colombiano  reconocido por ser el máximo dirigente de la organización religiosa Cruzada Estudiantil y Profesional de Colombia y por haber sido Senador de la República de Colombia en varios periodos.

## Biografía
Jimmy Chamorro nació en Palmira, Valle del Cauca el 7 de diciembre de 1963 estudió geología física en la Universidad Christian Heritage College. 

### Trayectoria

#### Como Senador de la República
En 1992 entró a la política con la obtención de la curul como Senador de la República, por el desaparecido Movimiento Compromiso Cívico Cristriano por la Comunidad (C4). En 1994 se debatió el escándalo del Proceso 8.000 en la presidencia de Ernesto Samper con el narcotráfico del Cartel de Cali. En 1998 fue reelecto como senador debatió sobre las conversaciones del Gobierno con las FARC durante la presidencia de Andrés Pastrana por la cual fracasó el proceso; las reformas de salud, educación y agraria. En 2002 fue elegido como tercera vez como senador debatió Política de seguridad democrática, CONVIVIR, Ley de Justicia y Paz y Paramilitares durante el gobierno de Álvaro Uribe. En 2003 tras el fallecimiento de su padre, asume el control de la Cruzada Estudiantil y Profesional de Colombia.
En 2008 fue víctima de los falsos positivos durante su retirada como senador. En 2014 fue elegido como cuarta vez con el Partido de la U. Fue el primer senador independiente que formó parte de la Mesa Directiva del Senado, fue miembro de la Comisión de Derechos Humanos del Senado de la República y escogido Segundo Vicepresidente del Senado el 20 de julio de 1998.
El 8 de marzo de 1998 fue reelecto Senador de la República, en julio del mismo año es escogido Segundo Vicepresidente del Senado, fue por primera vez en la historia de Colombia, el primer senador independiente que tuvo el privilegio de formar parte de la Mesa Directiva del Senado.
Vocero de dos referendos, el primero es el referendo 001 de 2000, en el cual se propuso la revocatoria del Congreso, creación de un congreso unicameral con 120 miembros, supresión de las Asambleas Departamentales, supresión de funciones electorales y administrativas del Congreso, voto obligatorio, entre otras propuestas y el segundo el referendo 004 de 2005 (referendos), en el cual se propuso una reforma constitucional para habilitar a quien ejerza o haya ejercido la presidencia de la república a ejercer un nuevo período presidencial y a gobernadores o alcaldes a ser elegidos para la Presidencia de la República.
Es escogido Presidente (e) Comisión II del Senado de la República, ante el secuestro de Luis Eladio Pérez, por parte de la guerrilla de las FARC.
El 10 de marzo de 2002 fue elegido por tercera vez Senador de la República, en julio del mismo año es designado miembro de la Comisión de Derechos Humanos del Senado de la República.